# ISO 3166-2:2002-05-21
ISO 3166-2:2002-05-21 désigne un ancien bulletin de mise à jour de la norme ISO 3166-2:1998, aujourd'hui obsolète.
En effet, cet article reprend les informations obsolètes du bulletin d'information n° I-2 (modifications au 21 mai 2002), d'une version également obsolète de la norme ISO 3166-2, à savoir : la première édition de 1998.
Ces informations sont donc, à fin 2016, obsolètes. Il convient de se référer à la version du 15 novembre 2013 de la norme ISO 3166-2 (notée « ISO 3166-2:2013 ») et à ses bulletins de mise à jour successifs (cf. infra : sous-sections « Sources » et « Articles connexes »).

## Données ajoutées (pour mémoire)
15 pays étaient concernés par cette mise à jour aujourd'hui obsolète :
| - AL (Albanie) - BG (Bulgarie) - CN (Chine) - CV (Cap-Vert) - HR (Croatie) - ID (Indonésie) - IN (Inde) - IR (Iran) |  | - KZ (Kazakhstan) - LA (Lao, République démocratique populaire) - MA (Maroc) - MW (Malawi) - NI (Nicaragua) - PH (Philippines) - TR (Turquie) |

## Données modifiées (pour mémoire)
28 pays étaient concernés par cette mise à jour aujourd'hui obsolète :
| - AE (Émirats arabes unis) - AL (Albanie) - AO (Angola) - AZ (Azerbaïdjan) - BD (Bangladesh) - BJ (Bénin) - CA (Canada) - CD (Congo, République démocratique du) - CN (Chine) - CZ (République tchèque) - ES (Espagne) - FR (France) - GB (Royaume-Uni) - GE (Géorgie) |  | - GN (Guinée) - GT (Guatemala) - HR (Croatie) - ID (Indonésie) - IR (Iran) - KZ (Kazakhstan) - LA (Lao, République démocratique populaire) - MA (Maroc) - MD (Moldova, République de) - MW (Malawi) - NI (Nicaragua) - PH (Philippines) - TR (Turquie) - UZ (Ouzbékistan) |

## Données supprimées (pour mémoire)
6 pays  étaient concernés par cette mise à jour aujourd'hui obsolète :
| - BD (Bangladesh) - GB (Royaume-Uni) - GE (Géorgie) |  | - ID (Indonésie) - LA (Lao, République démocratique populaire) - NI (Nicaragua) |

## Sources et autres références

### Sources
- iso.org Codes des noms de pays - ISO 3166.
- iso.org Mises à jour de l'ISO 3166
- iso.org Plateforme de consultation en ligne (OBP, remplace l'ancien tableau de décodage)
- unstats.un.org Division statistique des Nations unies – Norme de codage des pays ou régions à usage statistique (inclut les codets à trois lettres de l’ISO 3166, et numériques : codets communs à ISO 3166-1 et codets de regroupements propres à la norme UN M.49).

### Autres références
1. ↑  ISO 3166-2:2013 sommaire seul à consulter en ligne